# Coppa del Mondo di biathlon 2000
La Coppa del Mondo di biathlon 2000 fu la ventitreesima edizione della manifestazione organizzata dall'Unione Internazionale Biathlon; ebbe inizio il 2 dicembre 1999 a Hochfilzen, in Austria, e si concluse il 19 marzo 2000 a Chanty-Mansijsk, in Russia. Nel corso della stagione si tennero a Oslo Holmenkollen e a Lahti i Campionati mondiali di biathlon 2000, validi anche ai fini della Coppa del Mondo, il cui calendario non contemplò dunque interruzioni.
In campo maschile furono disputate tutte le 25 gare individuali e 7 delle 6 gare a squadre previste, in 10 diverse località. Il francese Raphaël Poirée si aggiudicò sia la coppa di cristallo, il trofeo assegnato al vincitore della classifica generale, sia la Coppa di partenza in linea; il norvegese Ole Einar Bjørndalen vinse le Coppe di sprint e di inseguimento e il tedesco Frank Luck quella di individuale. Sven Fischer era il detentore uscente della Coppa generale.
In campo femminile furono disputate tutte le 25 gare individuali e le 7 a squadre previste, in 10 diverse località. La svedese Magdalena Forsberg si aggiudicò sia la coppa di cristallo, sia quelle di sprint, di inseguimento e di individuale; la russa Galina Kukleva vinse la Coppa di partenza in linea. La Forsberg era la detentrice uscente della Coppa generale.

## Uomini

### Risultati
| Data                                 | Località          | Nazione             | Spec. | Primo                                                                       | Secondo                                                                     | Terzo                                                                     |
| ------------------------------------ | ----------------- | ------------------- | ----- | --------------------------------------------------------------------------- | --------------------------------------------------------------------------- | ------------------------------------------------------------------------- |
| 2 dicembre 1999                      | Hochfilzen        | Austria             | IN    | Ole Einar Bjørndalen                                                        | Ruslan Lysenko                                                              | Frank Luck                                                                |
| 4 dicembre 1999                      | Hochfilzen        | Austria             | PU    | Ole Einar Bjørndalen                                                        | Frank Luck                                                                  | Sven Fischer                                                              |
| 5 dicembre 1999                      | Hochfilzen        | Austria             | RL    | Austria Wolfgang Perner Ludwig Gredler Günther Beck Wolfgang Rottmann       | Norvegia Egil Gjelland Frode Andresen Ole Einar Bjørndalen Halvard Hanevold | Germania Ricco Groß Frank Luck Peter Sendel Sven Fischer                  |
| 8 dicembre 1999                      | Pokljuka          | Slovenia            | SP    | Frode Andresen                                                              | Pavel Rostovcev                                                             | Ole Einar Bjørndalen                                                      |
| 10 dicembre 1999                     | Pokljuka          | Slovenia            | PU    | Frode Andresen                                                              | Peter Sendel                                                                | V"jačeslav Derkač                                                         |
| 11 dicembre 1999                     | Pokljuka          | Slovenia            | RL    | Norvegia Egil Gjelland Frode Andresen Halvard Hanevold Ole Einar Bjørndalen | Russia Sergej Rožkov Vjačeslav Kunaev Vladimir Dračëv Pavel Rostovcev       | Germania Frank Luck Peter Sendel Carsten Heymann Sven Fischer             |
| 15 dicembre 1999                     | Osrblie Pokljuka  | Slovacchia Slovenia | IN    | Raphaël Poirée                                                              | Vadzim Sašuryn                                                              | Frank Luck                                                                |
| 17 dicembre 1999                     | Osrblie Pokljuka  | Slovacchia Slovenia | SP    | Frode Andresen                                                              | Sven Fischer                                                                | Frank Luck                                                                |
| 19 dicembre 1999                     | Osrblie Pokljuka  | Slovacchia Slovenia | MS    | Vladimir Dračëv                                                             | Vadzim Sašuryn                                                              | Sven Fischer                                                              |
| 6 gennaio 2000                       | Oberhof           | Germania            | SP    | Ole Einar Bjørndalen                                                        | Frank Luck                                                                  | Raphaël Poirée                                                            |
| 7 gennaio 2000                       | Oberhof           | Germania            | PU    | Ole Einar Bjørndalen                                                        | Peter Sendel                                                                | Zdeněk Vítek                                                              |
| 9 gennaio 2000                       | Oberhof           | Germania            | RL    | Norvegia Egil Gjelland Halvard Hanevold Dag Bjørndalen Ole Einar Bjørndalen | Germania Frank Luck Sven Fischer Ricco Groß Peter Sendel                    | Rep. Ceca Ivan Masařík Roman Dostál Marian Málek Zdeněk Vítek             |
| 12 gennaio 2000                      | Ruhpolding        | Germania            | MS    | Ricco Groß                                                                  | Raphaël Poirée                                                              | Sven Fischer                                                              |
| 13 gennaio 2000                      | Ruhpolding        | Germania            | RL    | Germania Frank Luck Sven Fischer Peter Sendel Ricco Groß                    | Norvegia Egil Gjelland Halvard Hanevold Dag Bjørndalen Ole Einar Bjørndalen | Russia Viktor Majgurov Sergej Rožkov Vladimir Dračëv Pavel Rostovcev      |
| 15 gennaio 2000                      | Ruhpolding        | Germania            | SP    | Ricco Groß                                                                  | Vadzim Sašuryn                                                              | Raphaël Poirée                                                            |
| 16 gennaio 2000                      | Ruhpolding        | Germania            | PU    | Halvard Hanevold                                                            | Ole Einar Bjørndalen                                                        | Raphaël Poirée                                                            |
| 20 gennaio 2000                      | Anterselva        | Italia              | SP    | Raphaël Poirée                                                              | Ole Einar Bjørndalen                                                        | Frode Andresen                                                            |
| 22 gennaio 2000                      | Anterselva        | Italia              | PU    | Ole Einar Bjørndalen                                                        | Frode Andresen                                                              | Raphaël Poirée                                                            |
| 23 gennaio 2000                      | Anterselva        | Italia              | RL    | Russia Viktor Majgurov Sergej Rožkov Pavel Rostovcev Vladimir Dračëv        | Germania Frank Luck Alexander Wolf Ricco Groß Sven Fischer                  | Norvegia Halvard Hanevold Egil Gjelland Sylfest Glimsdal Stig-Are Eriksen |
| 11 febbraio 2000                     | Östersund         | Svezia              | SP    | Frode Andresen                                                              | Wolfgang Rottmann                                                           | Ole Einar Bjørndalen                                                      |
| 13 febbraio 2000                     | Östersund         | Svezia              | PU    | Frode Andresen                                                              | Pavel Rostovcev                                                             | Ricco Groß                                                                |
| Campionati mondiali di biathlon 2000 |                   |                     |       |                                                                             |                                                                             |                                                                           |
| 19 febbraio 2000                     | Oslo Holmenkollen | Norvegia            | SP    | Frode Andresen                                                              | Pavel Rostovcev                                                             | René Cattarinussi                                                         |
| 20 febbraio 2000                     | Oslo Holmenkollen | Norvegia            | PU    | Frank Luck                                                                  | Pavel Rostovcev                                                             | Raphaël Poirée                                                            |
| 23 febbraio 2000                     | Oslo Holmenkollen | Norvegia            | IN    | Wolfgang Rottmann                                                           | Ludwig Gredler                                                              | Frank Luck                                                                |
| 26 febbraio 2000                     | Oslo Holmenkollen | Norvegia            | MS    | Raphaël Poirée                                                              | Pavel Rostovcev                                                             | Ole Einar Bjørndalen                                                      |
| 27 febbraio 2000                     | Oslo Holmenkollen | Norvegia            | RL    | annullata e recuperata a Lahti                                              | annullata e recuperata a Lahti                                              | annullata e recuperata a Lahti                                            |
| 9 marzo 2000                         | Lahti             | Finlandia           | IN    | Halvard Hanevold                                                            | Carsten Heymann                                                             | Sven Fischer                                                              |
| 11 marzo 2000                        | Lahti             | Finlandia           | RL    | annullata                                                                   | annullata                                                                   | annullata                                                                 |
| Campionati mondiali di biathlon 2000 |                   |                     |       |                                                                             |                                                                             |                                                                           |
| 11 marzo 2000                        | Lahti             | Finlandia           | RL    | Russia Viktor Majgurov Sergej Rožkov Vladimir Dračëv Pavel Rostovcev        | Norvegia Egil Gjelland Frode Andresen Halvard Hanevold Ole Einar Bjørndalen | Germania Frank Luck Peter Sendel Sven Fischer Ricco Groß                  |
| 12 marzo 2000                        | Lahti             | Finlandia           | PU    | Sven Fischer                                                                | Peter Sendel                                                                | Frode Andresen                                                            |
| 17 marzo 2000                        | Chanty-Mansijsk   | Russia              | SP    | Vadzim Sašuryn                                                              | Devis Da Canal                                                              | Sven Fischer                                                              |
| 18 marzo 2000                        | Chanty-Mansijsk   | Russia              | PU    | Sven Fischer                                                                | Raphaël Poirée                                                              | Sergej Rožkov                                                             |
| 19 marzo 2000                        | Chanty-Mansijsk   | Russia              | MS    | René Cattarinussi                                                           | Pavel Rostovcev                                                             | Frode Andresen                                                            |

Legenda:

IN = individuale

SP = sprint

PU = inseguimento

MS = partenza in linea

RL = staffetta

### Classifiche

#### Generale
| Pos. | Nome                 | Nazione     | Punti |
| ---- | -------------------- | ----------- | ----- |
| 1    | Raphaël Poirée       | Francia     | 470   |
| 2    | Ole Einar Bjørndalen | Norvegia    | 448   |
| 3    | Sven Fischer         | Germania    | 434   |
| 4    | Pavel Rostovcev      | Russia      | 384   |
| 5    | Frank Luck           | Germania    | 379   |
| 6    | Frode Andresen       | Norvegia    | 376   |
| 7    | Vadzim Sašuryn       | Bielorussia | 338   |
| 8    | Ricco Groß           | Germania    | 316   |
| 9    | Peter Sendel         | Germania    | 305   |
| 10   | Wolfgang Rottmann    | Austria     | 304   |

#### Sprint
| Pos. | Nome                 | Nazione     | Punti |
| ---- | -------------------- | ----------- | ----- |
| 1    | Ole Einar Bjørndalen | Norvegia    | 161   |
| 2    | Frode Andresen       | Norvegia    | 153   |
| 2    | Raphaël Poirée       | Francia     | 153   |
| 4    | Sven Fischer         | Germania    | 134   |
| 5    | Vadzim Sašuryn       | Bielorussia | 119   |

#### Inseguimento
| Pos. | Nome                 | Nazione  | Punti |
| ---- | -------------------- | -------- | ----- |
| 1    | Ole Einar Bjørndalen | Norvegia | 200   |
| 2    | Sven Fischer         | Germania | 176   |
| 3    | Raphaël Poirée       | Francia  | 172   |
| 4    | Frode Andresen       | Norvegia | 165   |
| 5    | Pavel Rostovcev      | Russia   | 162   |

#### Partenza in linea
| Pos. | Nome            | Nazione     | Punti |
| ---- | --------------- | ----------- | ----- |
| 1    | Raphaël Poirée  | Francia     | 77    |
| 2    | Pavel Rostovcev | Russia      | 73    |
| 3    | Sven Fischer    | Germania    | 68    |
| 4    | Vadzim Sašuryn  | Bielorussia | 63    |
| 5    | Vladimir Dračëv | Russia      | 62    |

#### Individuale
| Pos. | Nome              | Nazione  | Punti |
| ---- | ----------------- | -------- | ----- |
| 1    | Frank Luck        | Germania | 72    |
| 2    | Raphaël Poirée    | Francia  | 68    |
| 3    | Peter Sendel      | Germania | 61    |
| 4    | Wolfgang Rottmann | Austria  | 56    |
| 5    | Sven Fischer      | Germania | 52    |

#### Staffetta
| Pos. | Nazione     | Punti |
| ---- | ----------- | ----- |
| 1    | Norvegia    | 138   |
| 2    | Russia      | 132   |
| 3    | Germania    | 130   |
| 4    | Rep. Ceca   | 104   |
| 5    | Bielorussia | 97    |

#### Nazioni
| Pos. | Nazione     | Punti |
| ---- | ----------- | ----- |
| 1    | Germania    | 3625  |
| 2    | Norvegia    | 3548  |
| 3    | Russia      | 3338  |
| 4    | Austria     | 3252  |
| 5    | Bielorussia | 3211  |

## Donne

### Risultati
| Data                                 | Località          | Nazione             | Spec. | Primo                                                                                                | Secondo                                                                       | Terzo                                                                       |
| ------------------------------------ | ----------------- | ------------------- | ----- | --- | ----------------------------------------------------------------------------- | --------------------------------------------------------------------------- |
| 3 dicembre 1999                      | Hochfilzen        | Austria             | IN    | Galina Kukleva                                                                                       | Magdalena Forsberg                                                            | Corinne Niogret                                                             |
| 4 dicembre 1999                      | Hochfilzen        | Austria             | PU    | Corinne Niogret                                                                                      | Al'bina Achatova                                                              | Magdalena Forsberg                                                          |
| 5 dicembre 1999                      | Hochfilzen        | Austria             | RL    | Norvegia Gro Marit Istad Kristiansen Ann Elen Skjelbreid Liv Grete Skjelbreid Gunn Margit Andreassen | Germania Uschi Disl Simone Greiner-Petter-Memm Katja Beer Martina Zellner     | Russia Marija Strelenko Galina Kukleva Svetlana Černousova Al'bina Achatova |
| 9 dicembre 1999                      | Pokljuka          | Slovenia            | SP    | Magdalena Forsberg                                                                                   | Marija Strelenko                                                              | Corinne Niogret                                                             |
| 10 dicembre 1999                     | Pokljuka          | Slovenia            | PU    | Alena Zubrylava                                                                                      | Magdalena Forsberg                                                            | Tetjana Vodopjanova                                                         |
| 12 dicembre 1999                     | Pokljuka          | Slovenia            | RL    | Russia Al'bina Achatova Galina Kukleva Marija Strelenko Svetlana Išmuratova                          | Ucraina Alena Zubrylava Olena Petrova Natalija Tereščenko Tetjana Vodopjanova | Bulgaria Pavlina Filipova Irina Nikulčina Radka Popova Iva Karagiozova      |
| 16 dicembre 1999                     | Osrblie Pokljuka  | Slovacchia Slovenia | IN    | Uschi Disl                                                                                           | Svetlana Išmuratova                                                           | Pavlina Filipova                                                            |
| 18 dicembre 1999                     | Osrblie Pokljuka  | Slovacchia Slovenia | SP    | Gro Marit Istad Kristiansen                                                                          | Olena Petrova                                                                 | Irina Nikulčina                                                             |
| 19 dicembre 1999                     | Osrblie Pokljuka  | Slovacchia Slovenia | MS    | Andrea Henkel                                                                                        | Svetlana Išmuratova                                                           | Olena Petrova                                                               |
| 5 gennaio 2000                       | Oberhof           | Germania            | SP    | Alena Zubrylava                                                                                      | Emmanuelle Claret                                                             | Nathalie Santer                                                             |
| 7 gennaio 2000                       | Oberhof           | Germania            | PU    | Alena Zubrylava                                                                                      | Magdalena Forsberg                                                            | Svetlana Išmuratova                                                         |
| 9 gennaio 2000                       | Oberhof           | Germania            | RL    | Russia Ol'ga Pylëva Galina Kukleva Svetlana Černousova Svetlana Išmuratova                           | Germania Uschi Disl Katrin Apel Katja Beer Andrea Henkel                      | Francia Sylvie Becaert Emmanuelle Claret Delphyne Burlet Corinne Niogret    |
| 12 gennaio 2000                      | Ruhpolding        | Germania            | MS    | Galina Kukleva                                                                                       | Magdalena Forsberg                                                            | Olena Petrova                                                               |
| 14 gennaio 2000                      | Ruhpolding        | Germania            | RL    | Germania Uschi Disl Katrin Apel Andrea Henkel Martina Zellner                                        | Russia Ol'ga Pylëva Galina Kukleva Svetlana Černousova Svetlana Išmuratova    | Ucraina Iryna Merkušina Olena Petrova Nina Lemeš Alena Zubrylava            |
| 15 gennaio 2000                      | Ruhpolding        | Germania            | SP    | Nathalie Santer                                                                                      | Katrin Apel                                                                   | Ol'ga Pylëva                                                                |
| 16 gennaio 2000                      | Ruhpolding        | Germania            | PU    | Martina Zellner                                                                                      | Corinne Niogret                                                               | Magdalena Forsberg                                                          |
| 21 gennaio 2000                      | Anterselva        | Italia              | SP    | Martina Beck                                                                                         | Martina Zellner                                                               | Andrea Henkel                                                               |
| 22 gennaio 2000                      | Anterselva        | Italia              | PU    | Andrea Henkel                                                                                        | Galina Kukleva                                                                | Magdalena Forsberg                                                          |
| 23 gennaio 2000                      | Anterselva        | Italia              | RL    | Germania Andrea Henkel Martina Beck Katrin Apel Martina Zellner                                      | Russia Ol'ga Pylëva Galina Kukleva Marija Strelenko Svetlana Išmuratova       | Ucraina Iryna Merkušina Olena Petrova Nina Lemeš Alena Zubrylava            |
| 12 febbraio 2000                     | Östersund         | Svezia              | SP    | Galina Kukleva                                                                                       | Svetlana Išmuratova                                                           | Florence Baverel-Robert                                                     |
| 13 febbraio 2000                     | Östersund         | Svezia              | PU    | Martina Glagow                                                                                       | Svetlana Černousova                                                           | Svetlana Išmuratova                                                         |
| Campionati mondiali di biathlon 2000 |                   |                     |       | |                                                                               |                                                                             |
| 19 febbraio 2000                     | Oslo Holmenkollen | Norvegia            | SP    | Liv Grete Skjelbreid                                                                                 | Katrin Apel                                                                   | Martina Zellner                                                             |
| 20 febbraio 2000                     | Oslo Holmenkollen | Norvegia            | PU    | Magdalena Forsberg                                                                                   | Uschi Disl                                                                    | Florence Baverel-Robert                                                     |
| 22 febbraio 2000                     | Oslo Holmenkollen | Norvegia            | IN    | Corinne Niogret                                                                                      | Yu Shumei                                                                     | Magdalena Forsberg                                                          |
| 25 febbraio 2000                     | Oslo Holmenkollen | Norvegia            | RL    | Russia Ol'ga Pylëva Svetlana Černousova Galina Kukleva Al'bina Achatova                              | Germania Uschi Disl Katrin Apel Andrea Henkel Martina Zellner                 | Ucraina Alena Zubrylava Olena Petrova Nina Lemeš Tetjana Vodopjanova        |
| 26 febbraio 2000                     | Oslo Holmenkollen | Norvegia            | MS    | Liv Grete Skjelbreid                                                                                 | Galina Kukleva                                                                | Corinne Niogret                                                             |
| 9 marzo 2000                         | Lahti             | Finlandia           | IN    | Alena Zubrylava                                                                                      | Andrea Henkel                                                                 | Magdalena Forsberg                                                          |
| 10 marzo 2000                        | Lahti             | Finlandia           | RL    | Germania Uschi Disl Katrin Apel Andrea Henkel Martina Zellner                                        | Russia Ol'ga Pylëva Svetlana Černousova Galina Kukleva Al'bina Achatova       | Ucraina Alena Zubrylava Olena Petrova Nina Lemeš Natalija Tereščenko        |
| 12 marzo 2000                        | Lahti             | Finlandia           | PU    | Alena Zubrylava                                                                                      | Magdalena Forsberg                                                            | Andrea Henkel                                                               |
| 16 marzo 2000                        | Chanty-Mansijsk   | Russia              | SP    | Alena Zubrylava                                                                                      | Ol'ga Pylëva                                                                  | Martina Glagow                                                              |
| 18 marzo 2000                        | Chanty-Mansijsk   | Russia              | PU    | Magdalena Forsberg                                                                                   | Corinne Niogret                                                               | Ol'ga Pylëva                                                                |
| 19 marzo 2000                        | Chanty-Mansijsk   | Russia              | MS    | Martina Zellner                                                                                      | Alena Zubrylava                                                               | Olena Petrova                                                               |

Legenda:

IN = individuale

SP = sprint

PU = inseguimento

MS = partenza in linea

RL = staffetta

### Classifiche

#### Generale
| Pos. | Nome                | Nazione  | Punti |
| ---- | ------------------- | -------- | ----- |
| 1    | Magdalena Forsberg  | Svezia   | 510   |
| 2    | Alena Zubrylava     | Ucraina  | 424   |
| 3    | Corinne Niogret     | Francia  | 411   |
| 4    | Galina Kukleva      | Russia   | 389   |
| 5    | Andrea Henkel       | Germania | 378   |
| 6    | Svetlana Išmuratova | Russia   | 371   |
| 7    | Martina Zellner     | Germania | 353   |
| 8    | Uschi Disl          | Germania | 349   |
| 9    | Olena Petrova       | Ucraina  | 319   |
| 10   | Katrin Apel         | Germania | 286   |

#### Sprint
| Pos. | Nome                | Nazione  | Punti |
| ---- | ------------------- | -------- | ----- |
| 1    | Magdalena Forsberg  | Svezia   | 147   |
| 2    | Svetlana Išmuratova | Russia   | 129   |
| 3    | Martina Zellner     | Germania | 125   |
| 4    | Corinne Niogret     | Francia  | 123   |
| 5    | Alena Zubrylava     | Ucraina  | 118   |

#### Inseguimento
| Pos. | Nome                | Nazione  | Punti |
| ---- | ------------------- | -------- | ----- |
| 1    | Magdalena Forsberg  | Svezia   | 210   |
| 2    | Corinne Niogret     | Francia  | 161   |
| 3    | Alena Zubrylava     | Ucraina  | 160   |
| 4    | Andrea Henkel       | Germania | 148   |
| 5    | Galina Kukleva      | Russia   | 144   |
| 5    | Svetlana Išmuratova | Russia   | 144   |

#### Partenza in linea
| Pos. | Nome               | Nazione | Punti |
| ---- | ------------------ | ------- | ----- |
| 1    | Galina Kukleva     | Russia  | 77    |
| 2    | Olena Petrova      | Ucraina | 72    |
| 3    | Magdalena Forsberg | Svezia  | 68    |
| 4    | Martina Zellner    | Ucraina | 66    |
| 5    | Andrea Henkel      | Svezia  | 65    |

#### Individuale
| Pos. | Nome               | Nazione  | Punti |
| ---- | ------------------ | -------- | ----- |
| 1    | Magdalena Forsberg | Svezia   | 74    |
| 2    | Corinne Niogret    | Francia  | 68    |
| 3    | Alena Zubrylava    | Ucraina  | 67    |
| 4    | Uschi Disl         | Germania | 63    |
| 5    | Al'bina Achatova   | Russia   | 60    |
| 5    | Olga Petrova       | Ucraina  | 60    |

#### Staffetta
| Pos. | Nazione    | Punti |
| ---- | ---------- | ----- |
| 1    | Germania   | 168   |
| 1    | Russia     | 168   |
| 3    | Ucraina    | 143   |
| 4    | Francia    | 124   |
| 5    | Slovacchia | 122   |

#### Nazioni
| Pos. | Nazione  | Punti |
| ---- | -------- | ----- |
| 1    | Germania | 3585  |
| 2    | Russia   | 3550  |
| 3    | Ucraina  | 3434  |
| 4    | Francia  | 3307  |
| 5    | Norvegia | 3132  |